# Avenida Rodrigo de Araya
La avenida Rodrigo de Araya es una de las arterias viales más importantes del sector oriente de la ciudad de Santiago de Chile. Esta avenida se extiende por las comunas de San Joaquín, Macul y Ñuñoa.
La avenida solo cuenta con dos estaciones de metro en la actualidad; las estaciones Rodrigo de Araya (San Joaquín y Macul) y Grecia (Macul, Ñuñoa y Peñalolén).

## Toponimia
Su odónimo hace referencia al conquistador español Rodrigo de Araya, el cual participó en la conquista de Chile y en la fundación de Santiago de Nueva Extremadura (Hoy Santiago de Chile).
Participó como soldado de Pedro de Candia en la jornada a los Chunchos. Con Diego de Rojas y Francisco de Villagra bajó a la desastrosa campaña a los chiriguanes. Desde Tarija y al mando de 16 hombres bajó hasta el valle de Tarapacá al auxilio de Pedro de Valdivia.
Fue alcalde ordinario de Santiago en los años 1546, 1547, 1550, 1552, 1555, 1557 y 1560; Regidor del cabildo en 1543, 1544, 1548, 1554 y 1556. Y en 1560 fue Tenedor de Bienes de Difuntos.
Anteriormente, esta Avenida era considerada una calle, y se llamaba originalmente "Los Acacios".

## Recorrido
Esta avenida empieza en la comuna de San Joaquín y continua su recorrido por las comunas de Macul y Ñuñoa (en las que funciona como límite entre estas dos) hasta terminar su trayecto en la Rotonda Grecia.
Pasan los recorridos 104, 106, 126, 2010, 210V, 212, 213E y D05. Está pavimentada, Comienza al poniente en el cruce con la calle Palestrina, como continuación de la calle Diagonal Santa Elena, en la comuna de San Joaquín. En su trayecto hasta la Avenida Vicuña Mackenna actúa como una calle pequeña con únicamente dos pistas que van en dirección Oriente. Tras cruzar la avenida Vicuña Mackenna y hasta la Calle Exequiel Fernández (Ya en las comunas de Macul y Ñuñoa) aumenta un poco de tamaño, a pesar de contar con solo dos pistas al igual que el tramo anterior, una de ellas va en dirección poniente.
Entre esta calle y Premio Nobel, la avenida aumenta de tamaño, contando con un total de cuatro carriles, ambos pares en direcciones contrarias. Después de la intersección con Premio Nobel, la avenida es separada por un angosto parque de árboles, sigue contando con dos carriles en cada lado, los cuales van en direcciones opuestas, este formato de la avenida continua igual hasta su final en la Rotonda Grecia, en los límites de Macul, Ñuñoa y Peñalolén, Sin embargo, justo en la mitad del tramo entre Avenida Macul y Avenida Américo Vespucio, se encuentra una rotonda con el nombre de la misma avenida, cuyos carriles van en sentido antihorario.
En su extremo poniente, al atravesar la calle Palestrina, en la comuna de San Joaquín, el nombre cambia a Diagonal Santa Elena, esta calle pasa en su mayoría por sectores residenciales hasta su final en la calle Sierra Bella.

## Transporte

### Metro
Actualmente, la avenida Rodrigo de Araya solo cuenta con dos estaciones de metro; Rodrigo de Araya de la línea 5, ubicada en las comunas de San Joaquín y Macul, en el cruce con la Avenida Vicuña Mackenna, y la estación Grecia de la línea 4, en la intersección con la Avenida Grecia y la Autopista Américo Vespucio, ubicada en Macul, Ñuñoa y Peñalolén.
El 1 de junio de 2018, en la cuenta pública del segundo gobierno de Sebastián Piñera, fue anunciada la nueva Línea 8 del Metro de Santiago, la cual tendrá una estación en el cruce con la Avenida Macul y que será inaugurada en 2032.

## Intersecciones
Se interseca con otras vías importantes de la ciudad de Santiago:
- Calle Palestrina (En su inicio)
- Avenida Vicuña Mackenna (Dónde se encuentra la estación Rodrigo de Araya de la Línea 5 del metro)
- Avenida Marathón
- Avenida Pedro de Valdivia
- Exequiel Fernández
- Avenida José Pedro Alessandri
- Avenida Macul (Dónde se está planificando una estación de la futura línea 8 del metro, Continuación de José Pedro Alessandri hacia el sur)
- Capitán Ignacio Carrera Pinto
- Alcalde Jorge Monckeberg
- Avenida Ramón Cruz Montt
- Avenida Américo Vespucio y Avenida Grecia (Final de la Avenida, Dónde se ubica la estación Grecia de la línea 4 del metro)